# Kanoistika na Letních olympijských hrách 2012 – K1 slalom muži
Závod ve vodním slalomu K1 mužů na Letních olympijských hrách 2012 se konal na kanále Lee Valley White Water Centre ve Waltham Cross ve dnech 29. července – 1. srpna 2012. Z českých závodníků se jej zúčastnil Vavřinec Hradilek (stříbro), zlatou medaili získal Ital Daniele Molmenti.

## Program
Časy jsou uvedeny v UTC+1.
| Datum                    | Čas           | Fáze       |
| ------------------------ | ------------- | ---------- |
| neděle 29. července 2012 | 14:24 a 16:36 | rozjížďky  |
| středa 1. srpna 2012     | 13:30         | semifinále |
| středa 1. srpna 2012     | 15:15         | finále     |

Schéma rozestavení bran pro rozjížďky
Schéma rozestavení bran pro semifinále a finále

## Výsledky
| Pořadí           | Jméno                    | Rozjížďky | Rozjížďky | Rozjížďky | Rozjížďky | Rozjížďky | Rozjížďky | Semifinále  | Semifinále  | Semifinále  | Finále      | Finále      | Finále      |
| Pořadí           | Jméno                    | 1. jízda  | Pen.      | 2. jízda  | Pen.      | Nejlepší  | Pořadí    | Čas         | Pen.        | Pořadí      | Čas         | Pen.        | Pořadí      |
| ---------------- | ------------------------ | --------- | --------- | --------- | --------- | --------- | --------- | ----------- | ----------- | ----------- | ----------- | ----------- | ----------- |
| Zlatá medaile    | Daniele Molmenti (ITA)   | 91,40     | 2         | 88,68     | 2         | 88,68     | 9.        | 96,37       | 0           | 3.          | 93,43       | 0           | 1.          |
| Stříbrná medaile | Vavřinec Hradilek (CZE)  | 87,44     | 0         | 87,66     | 0         | 87,44     | 3.        | 99,58       | 2           | 8.          | 94,78       | 0           | 2.          |
| Bronzová medaile | Hannes Aigner (GER)      | 92,56     | 2         | 83,49     | 0         | 83,49     | 1.        | 97,60       | 2           | 5.          | 94,92       | 0           | 3.          |
| 4.               | Mateusz Polaczyk (POL)   | 88,51     | 2         | 88,60     | 2         | 88,51     | 7.        | 96,36       | 0           | 2.          | 96,14       | 0           | 4.          |
| 5.               | Samuel Hernanz (ESP)     | 87,07     | 0         | 91,25     | 2         | 87,07     | 2.        | 97,18       | 0           | 4.          | 96,95       | 0           | 5.          |
| 6.               | Peter Kauzer (SLO)       | 90,98     | 2         | 88,10     | 0         | 88,10     | 5.        | 96,02       | 2           | 1.          | 101,01      | 6           | 6.          |
| 7.               | Étienne Daille (FRA)     | 90,12     | 0         | 241,73    | 152       | 90,12     | 13.       | 100,55      | 0           | 10.         | 101,87      | 2           | 7.          |
| 8.               | Helmut Oblinger (AUT)    | 88,81     | 0         | 92,66     | 2         | 88,81     | 10.       | 98,99       | 0           | 7.          | 104,28      | 2           | 8.          |
| 9.               | Kazuki Jazawa (JPN)      | 96,66     | 2         | 92,57     | 0         | 92,57     | 15.       | 99,99       | 0           | 9.          | 104,44      | 0           | 9.          |
| 10.              | Benjamin Boukpeti (TOG)  | 95,28     | 4         | 90,52     | 0         | 90,52     | 14.       | 98,13       | 0           | 6.          | 154,23      | 54          | 10.         |
|                  |                          |           |           |           |           |           |           |             |             |             |             |             |             |
| 11.              | Mathieu Doby (BEL)       | 92,74     | 2         | 87,92     | 0         | 87,92     | 4.        | 102,58      | 2           | 11.         | nepostoupil | nepostoupil | nepostoupil |
| 12.              | Richard Hounslow (GBR)   | 94,40     | 4         | 89,12     | 0         | 89,12     | 11.       | 104,30      | 2           | 12.         | nepostoupil | nepostoupil | nepostoupil |
| 13.              | Mike Kurt (SUI)          | 88,14     | 0         | 88,48     | 4         | 88,14     | 6.        | 147,35      | 50          | 13.         | nepostoupil | nepostoupil | nepostoupil |
| 14.              | Eoin Rheinisch (IRL)     | 89,97     | 0         | 90,72     | 0         | 89,97     | 12.       | 153,98      | 50          | 14.         | nepostoupil | nepostoupil | nepostoupil |
| 15.              | Mike Dawson (NZL)        | 90,90     | 4         | 88,58     | 0         | 88,58     | 8.        | 207,63      | 100         | 15.         | nepostoupil | nepostoupil | nepostoupil |
|                  |                          |           |           |           |           |           |           |             |             |             |             |             |             |
| 16.              | Scott Parsons (USA)      | 94,16     | 2         | 141,72    | 52        | 94,16     | 16.       | nepostoupil | nepostoupil | nepostoupil | nepostoupil | nepostoupil | nepostoupil |
| 17.              | Chuang Cchun-kuang (CHN) | 94,40     | 0         | 94,54     | 4         | 94,40     | 17.       | nepostoupil | nepostoupil | nepostoupil | nepostoupil | nepostoupil | nepostoupil |
| 18.              | Warwick Draper (AUS)     | 95,20     | 2         | 95,08     | 2         | 95,08     | 18.       | nepostoupil | nepostoupil | nepostoupil | nepostoupil | nepostoupil | nepostoupil |
| 19.              | Hermann Husslein (THA)   | 100,67    | 4         | 95,11     | 4         | 95,11     | 19.       | nepostoupil | nepostoupil | nepostoupil | nepostoupil | nepostoupil | nepostoupil |
| 20.              | Michael Tayler (CAN)     | 155,89    | 54        | 97,64     | 2         | 97,64     | 20.       | nepostoupil | nepostoupil | nepostoupil | nepostoupil | nepostoupil | nepostoupil |
| 21.              | Jonathan Akinyemi (NGR)  | 104,70    | 8         | 146,95    | 52        | 104,70    | 21        | nepostoupil | nepostoupil | nepostoupil | nepostoupil | nepostoupil | nepostoupil |
| 22.              | Dinko Mulić (CRO)        | 293,58    | 202       | 143,28    | 52        | 143,28    | 22        | nepostoupil | nepostoupil | nepostoupil | nepostoupil | nepostoupil | nepostoupil |